# Драгунов, Евгений Фёдорович
Евге́ний Фёдорович Драгуно́в (20 февраля 1920 — 4 августа 1991) — советский конструктор-оружейник, создатель многочисленных образцов стрелкового спортивного и боевого оружия. Лауреат Ленинской премии и Государственной премии Российской Федерации (посмертно).

## Биография
Родился в Ижевске (по другим данным, в Воткинске) в семье конструктора и партийного работника Фёдора Владимировича Драгунова и учительницы Зинаиды Константиновны Драгуновой (в девичестве Соковиковой).
В 1934 году после окончания средней школы поступил в Ижевский индустриальный техникум, в 1938 году окончил его с присвоением квалификации техника-технолога, по окончании техникума работал на Ижмаше в цехе по производству ложей № 28 технологом.
В 1939 году был призван в ряды Красной Армии и направлен в школу младшего командирского состава, а позже — в школу оружейного мастерства. В годы Великой Отечественной войны старший оружейный мастер Драгунов, служивший на Дальнем Востоке, на фронт не попал. В дальнейшем, до демобилизации в 1945 году, работал старшим оружейным мастером.
В декабре 1945 года (по другим данным, в январе 1946 года) Евгений Драгунов в звании старшего сержанта артиллерии вернулся на Ижмаш, где продолжил работу в отделе главного конструктора техником-исследователем в группе П. П. Дементьева, сопровождавшей производство винтовок. С августа 1946 года Евгений Фёдорович участвовал в разработке магазинного карабина под патрон образца 1943 года. В дальнейшем работал техником-конструктором, начальником сектора, инженером-конструктором I категории. Уже через год работал самостоятельно, занимаясь модернизацией трёхлинейной винтовки Мосина. С апреля 1949 года Драгунов возглавил разработку нового образца винтовки. В декабре 1949 года была выпущена и испытана партия спортивных винтовок С-49 в количестве 11 штук.
С весны 1958 года после получения правительственного задания Драгунов возглавлял разработку снайперской винтовки калибра 7,62 мм, получившей маркировку СВД и принятой на вооружение 3 июля 1963 года. Группа Драгунова, в которую входили И. А. Самойлов, Ю. К. Александров, А. С. Светличная и К. Ф. Узлова, работала в составе конструкторского бюро под руководством И. Е. Семеновых. Основная работа по проектированию была закончена к концу 1961 года. В августе 1962 года была выпущена партия из 40 винтовок, проходившая полигонные испытания. За разработку СВД в апреле 1964 года Евгений Фёдорович был награждён Ленинской премией.
В ноябре 1973 года под руководством Драгунова было завершено проектирование пистолета-пулемёта ПП-71, выпускавшегося на Ижевском механическом заводе с 1993 года под маркой ПП-91 «Кедр» (аббревиатура от «конструкция Е. Драгунова»).
С 1975 года Драгунов занимался проектированием малогабаритного автомата (МА) под патрон 5,45×39 мм.
Умер Евгений Фёдорович 4 августа 1991 года. Похоронен на Хохряковском кладбище Ижевска.

## Разработки
Всего Евгением Драгуновым созданы около 27 различных конструкций стрелковых систем, например:
- СВД
- МС-74
- С-49
- ТСВ-1
- ЦВ-55 «Зенит»
- ЦВ-56 «Зенит-2»
- МЦВ-55 «Стрела»
- МЦВ-56 «Тайга»
- МЦВ-59 «Стрела-3»
- «Биатлон-7-2»
- ПП-91 «Кедр»
- Опытный пистолет-пулемёт ПП-71
- Опытный малогабаритный автомат (МА)

## Награды
- Награждён орденом «Знак Почёта»[1], а также медалями.
- Лауреат Ленинской премии (1964)[1][13].
- Указом Президента Российской Федерации № 657 от 6 июня 1998 года Драгунову была присуждена Государственная премия за коллекцию спортивного и охотничьего оружия.
- Почётный гражданин Ижевска (2011, посмертно)[14].

## Память
- В 1997 году по постановлению мэра Ижевска одна из улиц Ленинского района города была переименована в улицу Оружейника Драгунова[15][16].
- В 2014 году имя Е. Ф. Драгунова было присвоено Ижевскому индустриальному техникуму[17].
- 12 октября 2019 года в Ижевске был открыт парк, названный в честь Е. Ф. Драгунова[18].